# Georgi Panov
Georgi Panov (en bulgare : Георги Маринов Панов), né le 14 février 1933, à Pleven, en Bulgarie, est un ancien joueur bulgare de basket-ball.

## Palmarès
- Finaliste du championnat d'Europe 1957
- 3e du championnat d'Europe 1961